# John van den Akker
John van den Akker (Veldhoven, 30 mei 1966) is een voormalig Nederlands wielrenner. Hij was beroepsrenner van 1988 tot 1997. Van den Akker kon goed uit de voeten in eendagswedstrijden. Hij reed voor uiteenlopende ploegen en kwam in de laatste jaren van zijn carrière vooral uit in kleinere wedstrijden. In 1993 reed hij voor het Italiaanse ZG Mobili de Tour de France uit. Na zijn wielerloopbaan werd Van den Akker rennersmanager voor wedstrijden in Noordwest-Europa voor Cycling Service.

## Belangrijkste resultaten
1988
- 1e - Omloop van het Meetjesland

1989
- 2e - Ronde van Midden-Zeeland
- 3e - Grote Scheldeprijs

1990
- 1e - etappe 5A Ster van Bessèges
- 1e - etappe 5 Ronde van Murcia
- 3e - Parijs-Camembert
- 10e - Ronde van Zweden

1991
- 3e - GP Rik Van Steenbergen

1992
- 2e - Ronde van Luxemburg
- 7e - GP Isbergues
- 9e - Ster van Bessèges
- 10e - Ronde van Midden-Zeeland

1994
- 1e - Hel van het Mergelland
- 9e - GP Isbergues

1995
- 2e - Hel van het Mergelland

1996
- 8e - Hel van het Mergelland
- 8e - Teleflex Tour

1997
- 1e - etappe 4 Olympia's Tour
- 1e - Ronde van Limburg
- 1e - etappe 13 Commonwealth Bank Classic
- 2e - Olympia's Tour
- 3e - Hel van het Mergelland
- 4e - Nederlands kampioenschap wielrennen op de weg
- 9e - Ronde van Zweden

1998
- 1e - etappe 6 Olympia's Tour
- 4e - Hel van het Mergelland

## Resultaten in voornaamste wedstrijden
| Jaar | Ronde van Italië | Ronde van Frankrijk | Ronde van Spanje |
| ---- | ---------------- | ------------------- | ---------------- |
| 1988 |                  |                     |                  |
| 1990 |                  |                     | 110e             |
| 1991 |                  |                     | 91e              |
| 1992 |                  |                     |                  |
| 1993 |                  | 80e                 |                  |
| 1994 |                  |                     |                  |
| 1995 |                  |                     |                  |
| 1996 |                  |                     |                  |
| 1997 |                  |                     |                  |

| Jaar | Milaan-San Remo | Gent-Wevelgem | Ronde van Vlaanderen | Parijs-Roubaix | Amstel Gold Race | Luik-Bast.‑Luik | Waalse Pijl |  | WK op de weg |
| ---- | --------------- | ------------- | -------------------- | -------------- | ---------------- | --------------- | ----------- |  | ------------ |
| 1988 |                 |               |                      |                | 86e              |                 | 74e         |  |              |
| 1990 |                 | 18e           | 100e                 | 13e            | 47e              |                 |             |  |              |
| 1991 |                 | 63e           |                      | 33e            |                  |                 |             |  |              |
| 1992 |                 |               |                      |                |                  |                 |             |  |              |
| 1993 | 90e             |               | 61e                  | 68e            |                  | 85e             |             |  | 58e          |
| 1994 |                 |               |                      |                |                  |                 |             |  |              |
| 1995 |                 |               |                      |                |                  |                 |             |  |              |
| 1996 |                 |               |                      |                |                  |                 |             |  |              |
| 1997 |                 | 138e          |                      |                |                  |                 |             |  |              |